# George (roi Ongüt)
Pour les articles homonymes, voir George.
Georges ( syriaque : ܓܝܘܪܓܝܣ, latinisé en Giwargis; en chinois 阔里吉思, pinyin:   Kuòlǐjísī; c. 1250 – 1298/1299) était le roi des Ongud et un fonctionnaire de la dynastie Yuan à la fin du XIIIe siècle.

## Biographie
La date de naissance de George n'est pas connu, mais l'analyse de son squelette montre qu'il est décédé vers l'âge de quarante ans. Des sources chinoises font remonter sa lignée à trois générations. Il était le fils d'Aybuqa, fils de Boyoqa, fils d'Alagush Tegin Quri et de la princesse de Zhao, Yuelie, fille de Kubilai khan et de Chabi khatun. Il s'est marié deux fois. Sa première épouse était Qudadmiš, petite-fille de l'empereur Kubilai Khan. Elle mourut jeune et George épousa Aiyašri, fille du petit-fils de Khublai Khan, Temür Khan.  À l'été 1294, le souverain chinois lui accorda le titre de « Prince de Gaotang » (高唐王Gāotáng Wáng ).
George appartenait à l'Église d'Orient.  En 1294 ou 1295, George rencontra le frère franciscain Jean de Montecorvino, qui le convertit au catholicisme. Il donna à Jean la permission de construire une église catholique dans une capitale d'Ongud, peut-être Olon Süme . Il prenait des ordres mineurs afin de pouvoir participer à l'office de la messe tout en portant ses robes royales.  John affirme que George a maintenu sa foi catholique, mais Li Tang souligne qu'il a maintenu certaines pratiques (comme les prières en syriaque) qui pourraient indiquer qu'il est resté attaché à l'Église d'Orient. 
Pendant la guerre Yuan-Chagatai, Temür Khan envoya George à la frontière ouest pour attaquer les Chagatai. En avril 1297, il les bat à la bataille de Bayasi.  Au cours de l'hiver 1298, cependant, sa garnison fut attaquée par le roi Chagatai Duwa; il a été capturé et exécuté. 
George a été enterré pour la première fois à Bole. Son fils Jean, âgé de seulement deux ou trois ans, lui succéda. En 1310, Jean reçut de l'empereur Wuzong la permission de ramener le corps de son père pour l'inhumer dans le cimetière familial de Yelike'ersi. Le tombeau de George a été découvert à Guyuan. 